# Управління грошового обігу Брунею
Управління грошового обігу Брунею (малай. Autoriti Monetari Brunei Darussalam, англ. Monetary Authority of Brunei Darussalam) — державна установа Брунею, що виконує функції центрального банку.

## Історія
У 1967 році створена Валютна рада Брунею (Brunei Currency Board), що отримала право випуску банкнот і монет. 1 лютого 2004 року Валютна рада Брунея перейменована у Валютну і грошово-кредитну раду Брунею.
15 липня 2010 року засновано Управління грошового обігу Брунею, утворене об'єднанням Валютної і грошово-кредитної ради Брунею і трьох інших державних установ. Управління почало операції 1 січня 2011 року.